# Historia de la Catedral de Santa María de Sevilla

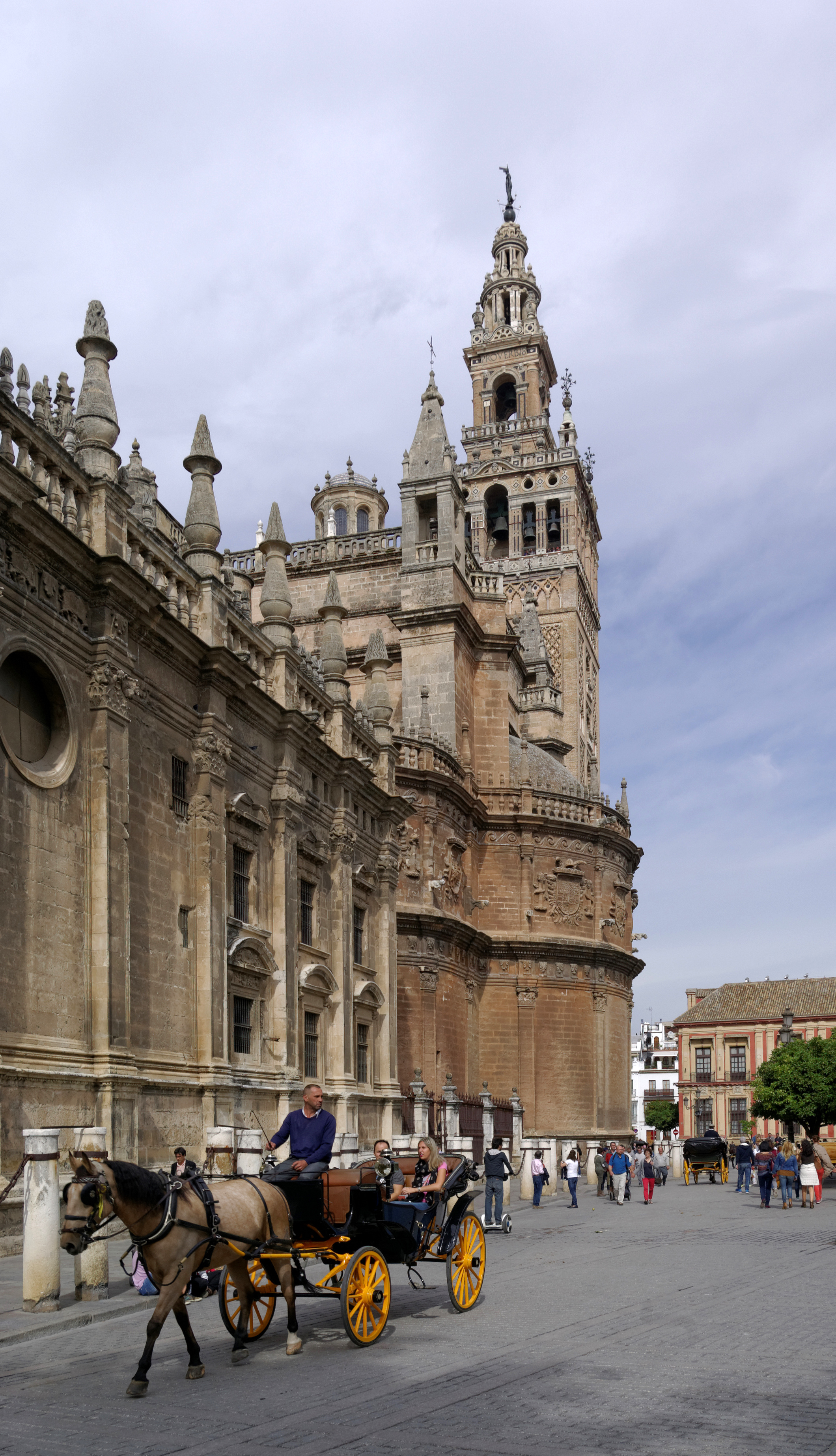
Catedral de Santa María de la Sede de Sevilla.

La historia de la Catedral de Santa María de la Sede, Sevilla recorre más de ocho siglos, desde el inicio de la fábrica almohade en 1172. El templo se convertiría, gracias a las sucesivas adiciones, en la catedral gótica más grande del mundo. De la magnífica mezquita almohade, inaugurada en 1182, se conservan la Giralda, el Patio de los Naranjos y la Puerta del Perdón, que daba acceso al recinto.
Fernando III de Castilla conquistó la ciudad el 23 de noviembre de 1248 y con ello comenzó un nuevo capítulo en la historia del templo. La mezquita mayor pasó a ser la catedral de la ciudad y el rey ordenó que se le añadiera una Capilla Real, donde fueron enterrados Alfonso X, Beatriz de Suabia y el mismo rey Fernando.
A finales del siglo XIV, se derribo la antigua mezquita y se construyó en el mismo lugar un templo de formas góticas. El 8 de julio de 1401 el Cabildo de la Catedral ordenó la construcción de una nueva iglesia, pues el terremoto en 1356 había dañado considerablemente la estructura del templo. Las obras de reedificación se prolongaron hasta 1506. La catedral gótica de Sevilla fue la más suntuosa de España y una de las más conocidas de Europa. De inspiración francesa, su primer arquitecto pudo haber sido el francés Charles Galter de Rouen(Ruan en español ).
Impresionan sus siete naves, su gran altura y sus casi cien ventanales. Es una construcción de naves escalonadas, exteriormente apoyadas en multitud de arbotantes y contrafuertes coronados por pináculos.
Sin embargo, apenas dos décadas después de finalizada la construcción del templo gótico, se decide añadir una serie de dependencias en estilo renacentista. Se edificaron la Sacristía de los Cálices y las Capillas de los Alabastros. También se remozó la Giralda, cuyas obras finalizaron en 1593.
A partir del siglo XVII se planteó la necesidad de renovar la catedral de acuerdo con los estilos artísticos imperantes. Entre 1618 y 1663 se edificó la Iglesia del Sagrario, en estilo barroco. Ya en los siglos XVIII, XIX y XX, las obras en la catedral tuvieron como objetivo restaurar y finalizar las obras. La primera obra de restauración, entre 1762 y 1797, fue dirigida por Fernando de Rosales. En 1825 comenzó un proceso, que no finalizó hasta 1928, dedicado a reparar todos los daños que el tiempo había causado en la catedral de Sevilla. Las obras las comenzó Rosales y las continuaron Javier de Luque y Demetrio de los Ríos.

## La mezquita almohade

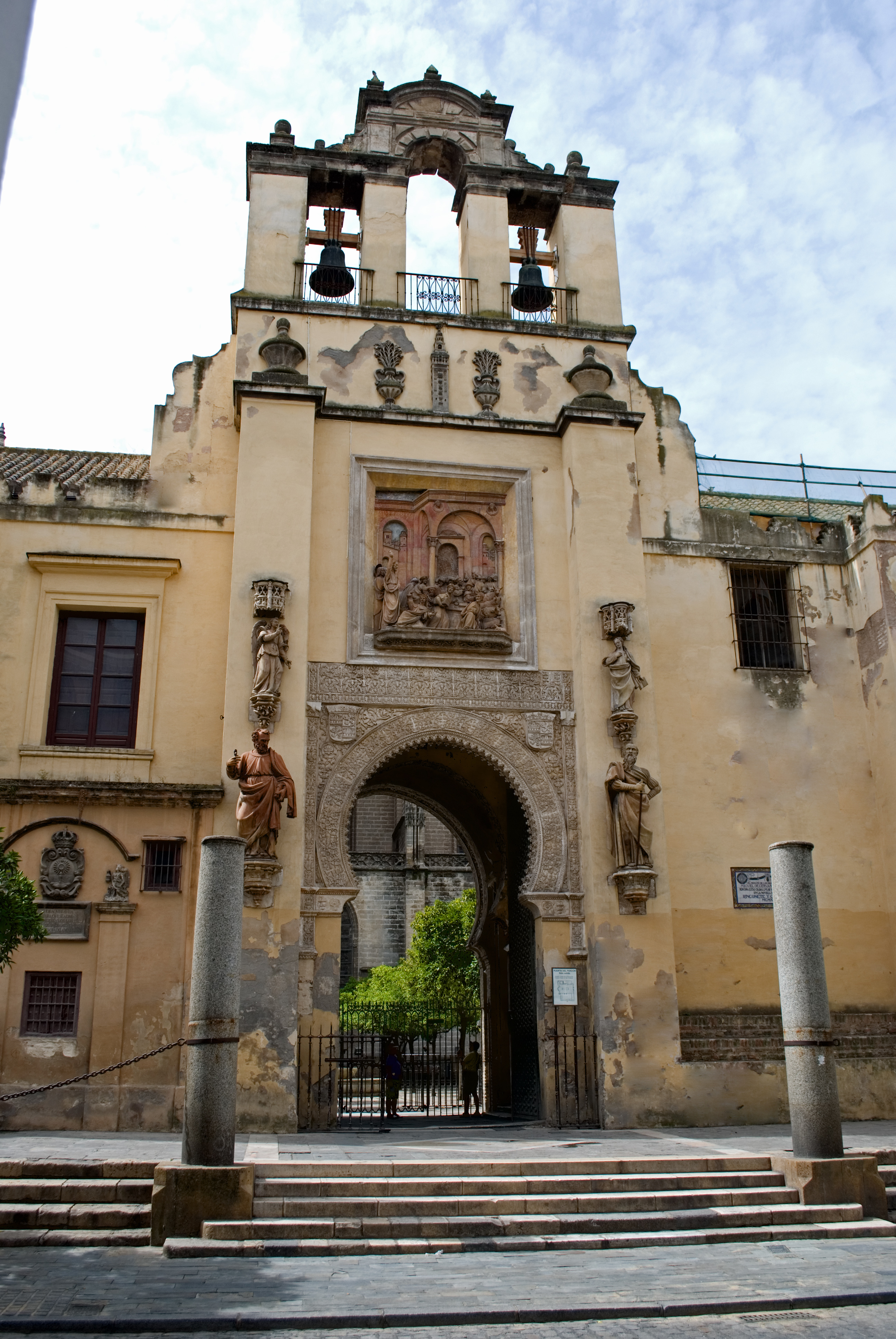
Puerta del Perdón, vía de acceso a la mezquita almohade.

El Imperio almohade absorbió a Sevilla en 1151, con lo que comenzó una época de florecimiento cultural y social para la ciudad del Guadalquivir. Para reafirmar el dominio islámico sobre la región, el califa Abu Yaqub Yusuf ordenó la construcción de una gran mezquita en los terrenos que actualmente ocupa la catedral cristiana. A partir de marzo de 1172 y hasta abril de 1198, artesanos y obreros de todas las clases sociales colaboraron en la edificación del recinto, que se inauguró, a pesar de no estar concluido, en 1182.
Ahmad Ben Baso, reconocido arquitecto de origen andalusí, fue comisionado para levantar la mezquita. Siguió el ejemplo de los palacios de Buhayra, que él mismo había construido. Para la mezquita, diseñó una planta rectangular de 113 × 135 metros, con una superficie de más de 15 000 m². Las diecisiete naves en las que estaba articulado se ornaban con arcos de herradura. La mezquita, a la que se accedía por la actual Puerta del Perdón, en la fachada sur, alojaba el extenso espacio ajardinado hoy conocido como Patio de los Naranjos.

## El templo gótico
La toma de Sevilla por las tropas cristianas del rey Fernando III de Castilla, en noviembre de 1248, causó un cambio radical en la metrópoli hispalense y la mezquita no fue la excepción, pues fue adaptada para usarse en la liturgia católica. En este estado permaneció hasta la segunda mitad del siglo XIII, cuando se iniciaron los proyectos para derrumbarla. El gran terremoto de 1356 dañó considerablemente la estructura de la vieja mezquita almohade. Aun así, no se presentaron proyectos para reemplazarla. Aún seguía la costumbre de emplear las mezquitas de las ciudades conquistadas como recintos para el culto cristiano, pero la tradición dejó de usarse a fines del siglo XIII. Por fin, en 1401 se inicia una nueva catedral.
La tradición sevillana atribuye que los canónigos, al decidir la erección de la nueva catedral, afirmaron: «Hagamos una iglesia tan hermosa y tan grandiosa que los que la vieren labrada nos tengan por locos» y según el acta capitular de aquel día la nueva obra debía ser «una tal y tan buena, que no haya otra su igual». Si bien se pensaba que al año siguiente se iniciaron los trabajos, nuevos estudios han planteado que hubo una primera obra en marcha durante el primer tercio del siglo XV y otra, denominada "obra nueva", que comenzando en 1433 fue el proyecto definitivo que se inauguró en 1506.Según algunos estudios, Alonso Martínez fue el autor de los planos originales hacia 1386.Sin embargo, otros autores opinan que fue Pedro García quien asumió un papel fundamental con anterioridad al proyecto definitivo, organizado entre 1433 y 1434 con la inicial supervisión de Diego Fernández y Jehan Ysambart. Charles Gauter de Rúan dirigió las obras entre 1435 y 1448. En la última etapa de la construcción, hacia las postrimerías del siglo XV, el cargo de maestro mayor lo tomó Alonso Rodríguez.
El templo gótico resultó mucho más grande y majestuoso de lo que se había planeado. Los constructores no hicieron cambios significativos al diseño original del cabildo. En principio, se pensó en derrumbar la Giralda, símbolo de la mezquita árabe, como señala el plano más antiguo conocido de la catedral —datado en 1480—. La idea fue desechada y, en su lugar, se decidió adaptar la Giralda como campanario. La construcción empezó por los pies del templo, en la esquina de la capilla de San Laureano, respetando la parte oriental en la que se encontraba la capilla real. Las obras alcanzaron en 1432 la parte de la cabecera. El  proyecto original preveía una doble girola, a semejanza de la catedral de Toledo, pero se renunció a la construcción, por la oposición de la casa real al traslado de la capilla real. Se dispuso en su lugar una nave rectangular de carácter transversal que separa el transepto de la Capilla Real.
| PERIODO   | NOMBRE                                 |
| --------- | -------------------------------------- |
| 1386-1396 | Alonso Martínez                        |
| 1421-1440 | Pedro García                           |
| 1435-1449 | Maestro Carlin (Carles Galtés de Ruan) |
| 1454-1472 | Juan Norman                            |
| 1478-1496 | Juan de Hoces                          |
| 1496-1511 | Alonso Rodríguez                       |
| 1513-1519 | Juan Gil de Hontañón                   |

## El Renacimiento

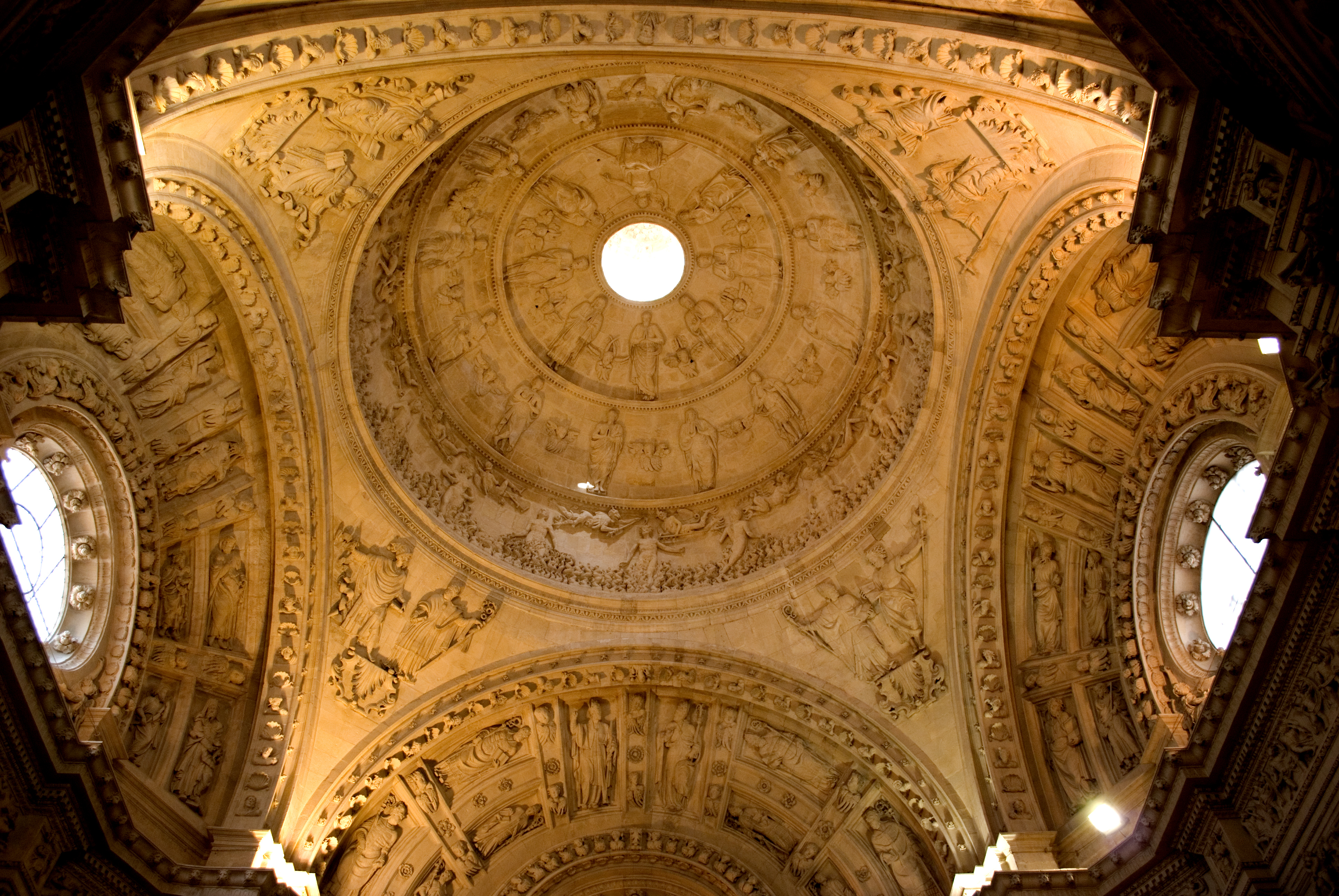
Cúpula de la Sacristía Mayor.

El 28 de diciembre de 1511 se derrumbó uno de los pilares que sostenían una de las bóvedas centrales que cubrían el crucero del templo. Alonso Rodríguez fue despedido y su puesto lo ocupó Juan Gil de Hontañón. Con base en el marco estilístico inicial, diseñó una nueva cúpula que se culminó ocho años más tarde.
En este período, que abarca poco más de seis décadas, se añadieron numerosas dependencias anexas a la catedral, como la Sacristía Mayor, la Sacristía de los Cálices y las Capillas de los Alabastros. Todos los agregados, con la excepción de la sillería gótica para el coro, se hicieron en un finísimo estilo renacentista con influencias flamencas. El exterior también sufrió cambios durante este período. Varias de las puertas de la fachada este fueron adornadas con tímpanos renacentistas, al igual que los altares y varias capillas. La mayor parte de las vidrieras que adornan los muros y las cúpulas fueron hechas por Enrique Alemán, Arnao de Flandes y Arnao de Vergara.
La Sacristía Mayor, diseñada por el arquitecto Diego de Riaño, tiene planta de cruz griega y columnas sosteniendo una linterna, es la más destacada muestra del Renacimiento en la catedral. Decorada con elementos profundamente platerescos, descuellan sus bóvedas abanicadas y sus ventanas elípticas.
También la Sacristía de los Cálices, obra de Martín de Gainza, incluye numerosos adornos plenamente renacentistas y una bóveda central sobre arcos de medio punto y nervaduras.
Finalmente, la reforma de la Giralda por Hernán Ruiz el Joven, entre 1557 y 1568, incluyó la adición del cuerpo de campanas que aún se conserva y del Giraldillo, remate en forma de estatua que representa la Fe. Otras áreas donde trabajó Ruiz fueron la Capilla Real, Capilla de la Virgen de la Antigua, Capilla de la Concepción, Capilla de Scalas, Capilla del Mariscal, Capilla de la Estrella, antecabildo y el Patio de los Naranjos.

## Barroco y academicismo

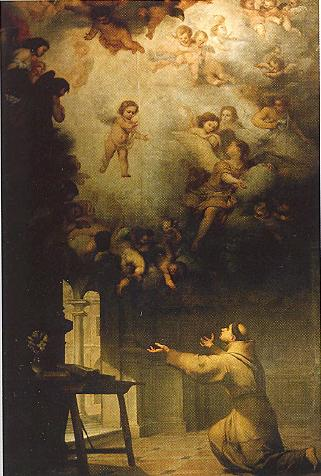
La visión de San Antonio de Padua, de Murillo.

La reforma barroca de la catedral de Sevilla consistió, además de varios añadidos a las capillas existentes, en la creación de la Iglesia del Sagrario, espacio independiente de la catedral, aunque anexo a la misma. Destaca su retablo, obra en su mayoría de Pedro Roldán y Francisco Dionisio de Ribas, y la bóveda de linterna que cubre todo el edificio.
Varias capillas de la catedral fueron modificadas en este período. Destaca sobre todo la capilla de San Pedro, adornada con algunas de las mejores obras de Francisco de Zurbarán. En cuanto a la Capilla Real, si bien no fue completamente reformada, sí se le añadió mobiliario de acuerdo a la época, como la urna de plata que custodia los restos de San Fernando, obra de Juan Laureano de Pina. También la capilla de Santa Ana y la de la Concepción fueron adornadas bellamente con pinturas alusivas a motivos religiosos.
La pintura cobró relevancia en la catedral a partir del siglo XVII. Dos de los más prolíficos pintores de su tiempo, Juan de Valdés Leal y Bartolomé Esteban Murillo, realizaron sendas obras para varias de las capillas. La visión de San Antonio y El nacimiento de la Virgen constituyen dos obras claves en la producción pictórica de Murillo y fueron diseñadas especialmente para la Catedral de Sevilla, aunque fueron hurtadas durante la Guerra de Independencia. Otros pintores cuyas obras se encuentran en el recinto son Lucas Valdés y Simon de Vos.
Con la llegada del academicismo a España, en la segunda mitad del siglo XVIII, se planteó la necesidad de «monumentalizar» el edificio de la catedral, reduciendo el espacio y adaptándolo al neoclásico imperante. Esta reforma, que afectó sobre todo al ángulo suroeste del recinto, fue llevada a cabo por Manuel Núñez y Fernando de Rosales.
Durante la ocupación francesa de Sevilla, en el marco de la invasión napoleónica a España, el tesoro de la catedral de Sevilla fue objeto de un expolio perpetrado por las tropas del mariscal francés Jean de Dieu Soult. Una de las obras confiscadas por el militar fue la Inmaculada de Soult y el Nacimiento de la Virgen, de Murillo. En principio, el francés pensaba obtener la Visión de San Antonio de Padua, pero el cabildo propuso intercambiarla por el Nacimiento de la Virgen y la obra permaneció en la capilla de San Antonio.

## Época contemporánea

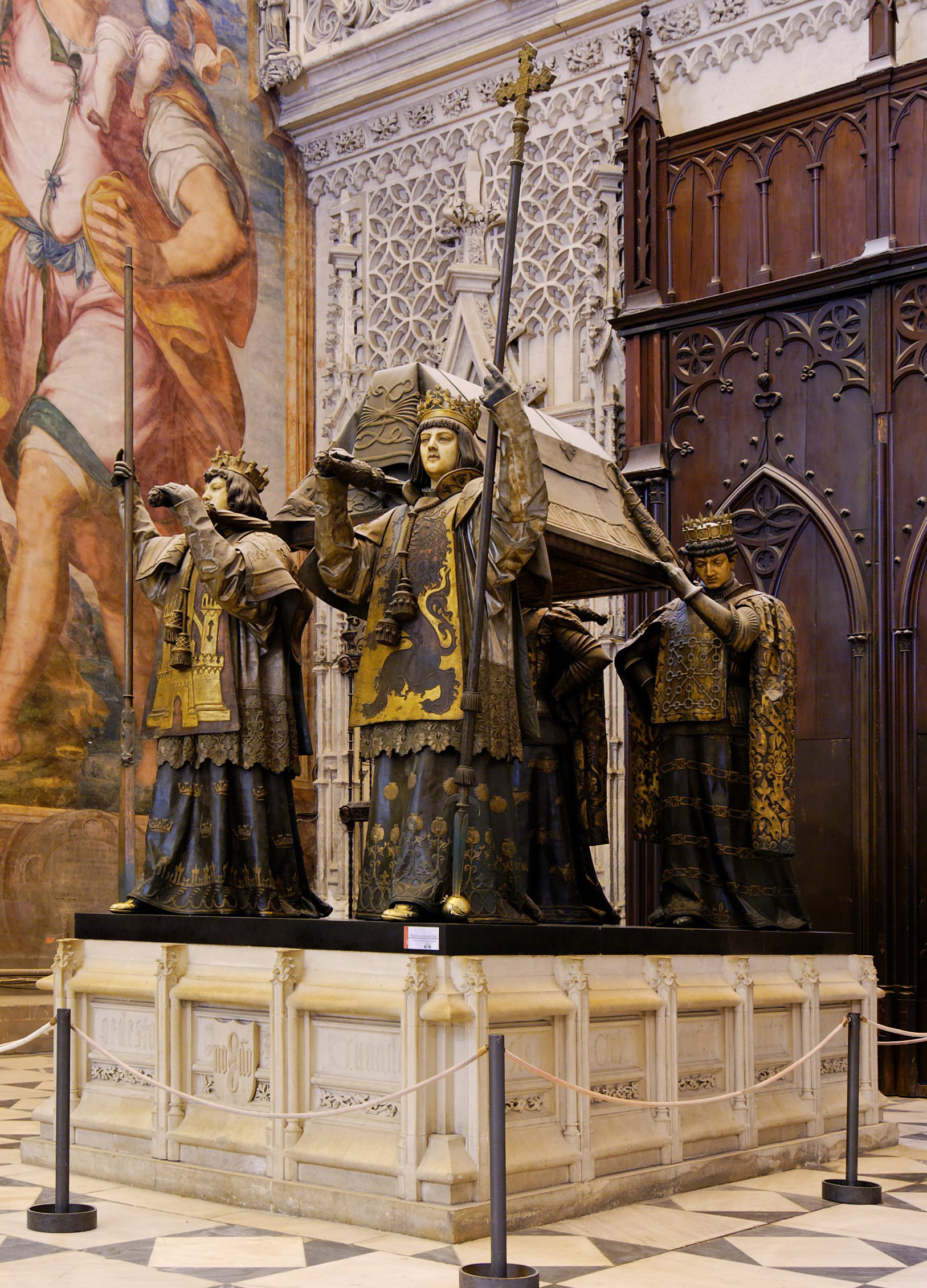
Tumba de Cristóbal Colón.

En 1825 comenzó un proceso de restauración en la catedral, que finalizaría hasta poco más de un siglo después, debido a la falta de presupuesto y cambios de gusto artístico. Tuvo como objetivo principal la reparación de las obras góticas, algunas deterioradas por el tiempo, y la finalización de algunos trabajos inconclusos. Fernando de Rosales inició el proyecto, aunque en 1866 lo tomó Demetrio de los Ríos. Por último, Adolfo Fernández Casanova culminó la última etapa restauración, destinada a remozar las fachadas del templo. Entre 1895 y 1927 las puertas del lado norte fueron decoradas con ornatos neogóticos y columnas de orden corintio, para armonizar con el estilo gótico que predomina en toda la catedral.
En esta etapa se instalaron muchas vidrieras en el interior del recinto catedralicio, de las que la mayoría se fabricaron en Múnich. Poco después, en la década de 1930, se inició la restauración de los vitrales, bajo la dirección de Francisco Murillo Herrera, reconocido historiador de la Universidad de Sevilla.
A pesar de que en siglos anteriores ya se había usado la catedral como cementerio, fue en el siglo XIX cuando cobró relevancia. Muchos importantes clérigos y algunos arzobispos de Sevilla eligieron el recinto como lugar para su enterramiento. La mayoría de las tumbas, de prominente estilo neoclásico, están rematadas por estatuas de mármol que representan al fallecido o algún santo.
La tumba más destacada que alberga la catedral es la de Cristóbal Colón. Una urna con los restos del almirante fue trasladada a Sevilla por el crucero Conde de Venadito en 1898, después de la Independencia de Cuba. Para custodiarla el escultor Arturo Mélida edificó un monumento en el que representantes de los cuatro reinos españoles (Castilla, León, Aragón y Navarra) sostienen un féretro. Existe una controversia, no totalmente aclarada, sobre la autenticidad de los restos que se encuentran en Sevilla y los de la Catedral de Santo Domingo. Según los últimos estudios de ADN mitocondrial realizados en la Universidad de Granada, los restos que se encuentran en Sevilla son auténticos.
El 11 de diciembre de 1987, durante la XI sesión del Comité del Patrimonio de la Humanidad en París, se decidió otorgar la condición de Patrimonio Cultural de la Humanidad a la Catedral de Sevilla, junto con los Reales Alcázares y el Archivo de Indias.